# Shakil Afridi
Shakil Afridi (né en 1962) est un médecin pakistanais qui aurait aidé la CIA à organiser une fausse campagne de vaccination à Abbottabad au Pakistan, dans le but de confirmer la présence d'Oussama ben Laden en obtenant des échantillons ADN.

## Biographie
Shakil Afridi est originaire du district de Khyber, dans les régions tribales. Il est diplômé de médecine d'une faculté de Peshawar.
En 2011, il participe à une fausse campagne de vaccination contre l’hépatite B dont l’objectif est en réalité de réunir des preuves ADN de la présence d'Oussama ben Laden dans une maison d’Abbottabad, en comparant ces éléments avec ceux d’une sœur d’Oussama Ben Laden, morte à Boston en 2010.
Après la mort d'Oussama ben Laden le 2 mai 2011, Shakil Afridi est considéré comme un traitre aussi bien par les autorités pakistanaises que par les talibans. Son ancien avocat, Samiullah Afridi, est assassiné en 2015 par les talibans.
Le médecin Shakil Afridiil est arrêté alors qu'il tente de rejoindre l'Afghanistan via les régions tribales. Accusé d'avoir trahi le Pakistan, et en particulier les services de renseignements (Inter-Services Intelligence), il est jugé pour ses liens avec des extrémistes, chef d'accusation largement considéré comme fantaisiste, et condamné  en mai 2012 à une peine de 33 ans de prison, réduite ultérieurement à 23 ans.